# 針原孝之
針原 孝之（はりはら たかゆき、1940年 - 2020年3月4日）は、日本の国文学者。二松学舎大学名誉教授。2019年瑞宝中綬章受章。

## 略歴
富山県生まれ。國學院大學国文科卒。同大学院修士課程修了。東洋大学講師、二松学舎大学助教授、教授。2011年定年退任、名誉教授。
2019年春の叙勲で瑞宝中綬章を受章。
上代文学、特に大伴家持が専門。

## 著書
- 『ことわざの基礎知識』雄山閣出版、1978、カルチャーブックス
- 『大伴家持研究序説』桜楓社、1984
- 『越路の家持』新典社、1990、叢刊・日本の文学
- 『日本ことわざ物語』雄山閣出版、1995
- 『家持歌の形成と創造』おうふう、2004
- 『大伴家持 人と文学』勉誠出版、2011、日本の作家100人

## 共編
- 『和歌文学の流れ』小池一行、半田公平、島原泰雄共編、新典社、2005
- 『万葉集歌人事典 拡大版』大久間喜一郎、森淳司共編、雄山閣、2007
- 『日本文化文学人物事典』志村有弘共編、鼎書房、2009
- 『黄金の言葉. 和歌篇』五月女肇志、土佐秀里、山崎正伸共編、勉誠出版、2010

## 記念論集
- 『古代文学の創造と継承』新典社、2011